# Perusia sulphurata
Perusia sulphurata là một loài bướm đêm trong họ Geometridae.